# 5885 Apeldoorn
Az 5885 Apeldoorn (ideiglenes jelöléssel 3137 T-2) a Naprendszer kisbolygóövében található aszteroida. Cornelis Johannes van Houten,  Ingrid van Houten-Groeneveld,  Tom Gehrels fedezte fel 1973. szeptember 30-án.